# Medaglia per il rafforzamento della cooperazione militare
La medaglia per il rafforzamento della cooperazione militare è stata un premio statale dell'Unione Sovietica.

## Storia
La medaglia venne istituita il 25 maggio 1979.

## Assegnazione
La medaglia veniva assegnata al personale militare e ai dipendenti degli organi di sicurezza dello Stato o del Ministero degli Affari Interni, e ad altri cittadini degli Stati partecipanti al Patto di Varsavia e altre nazioni amiche per premiare i meriti nel rafforzamento della cooperazione militare.

## Insegne
- La  medaglia era di tombac argentato. Il dritto raffigurava una stella smaltata di rosso con al centro uno scudo. Lo scudo portava l'iscrizione rilievo su cinque righe "PER IL RAFFORZAMENTO DELLA COOPERAZIONE MILITARE" (Russo: «ЗА УКРЕПЛЕНИЕ БОЕВОГО СОДРУЖЕСТВА») e "Unione Sovietica" e (Russo: «СССР»). Due rami di alloro in rilievo circondavano lo scudo. In fondo al dritto vi erano due spade incrociate.
- Il  nastro era rosso con un bordo verde e uno azzurro. I bordi erano divisi dalla fascia rosso da due sottili strisce bianche. Al centro vi era una striscia gialla caricata di una nera.